# 黄杨科
黄杨科只有4-5个属，共约90-120种，一般都是小型树或灌木，广泛分布在全世界各地，第五个属(Notobuxus)根据基因测定，和黄杨属合并(Balthazar et al., 2000)。
黄杨科被许多分类学家承认为一个独立的科，但有的分类学家将尖苞树属单独列为一科，有的分类学家将旱霸王科（Simmondsiaceae）归入黄杨科。克朗奎斯特分类法将黄杨科列入大戟目。
2003年修订的APG II 分类法确定黄杨科为真双子叶植物分支中一个独立的科，是真双子叶分支中比较原始早期分化出的一支，不属于任何一目，但建议可以和双颊果科合并，AP网 （页面存档备份，存于）建议和双颊果科合并成立一个黄杨目。